# Weekley
Weekley is een civil parish in het bestuurlijke gebied Kettering, in het Engelse graafschap Northamptonshire met 297 inwoners.